# Четкович, Владимир
Владимир «Владо» Четкович (серб. Владимир "Владо" Ћетковић; 1911 — 20 октября 1944) — югославский военный деятель, участник гражданской войны в Испании и Народно-освободительной войны Югославии, Народный герой Югославии.

## Биография

### Ранние годы
Родился в 1911 году в селе Пипери недалеко от Подгорицы. Окончив школу, покинул свой родной край и отправился из Черногории в поисках заработка. Пришёл в Сомбор, где в 1930 году окончил училище по специальности «электромеханика». Устроился на работу механиком на шахте Трепча. С 1935 года состоял в Союзе коммунистов Югославии. В 1935 году Владо собирался во Францию для сдачи экзаменов, однако был арестован из-за организации забастовки на шахте.

### Гражданская война в Испании
В 1936 году Владимир отправился добровольцем в Испанию для помощи республиканцам в ходе гражданской войны. После нескольких безуспешных попыток оформить паспорт сумел прибыть в Испанию, угнав самолёт Королевских ВВС Югославии. Участвовал в сражениях близ Мадрида, в горах Арагона и на полях Каталонии. Дослужился до звания лейтенанта в армии республиканцев. В сентябре 1938 года получил тяжёлое ранение в одном из боёв за Каталонию. После победы националистов во главе с Франсиско Франко бежал во Францию совместно с некоторыми солдатами Интернациональных бригад, где провёл 2 с половиной года в концлагерях.

### Партизанская борьба в Югославии
В 1941 году, когда Югославия была оккупирована войсками стран Оси, Владо вернулся в страну, чтобы возглавить вооружённое сопротивление. Прибыв в страну, Владимир организовал восстание в Лике. После этого перебежал в Боснию и в качестве офицера Оперативного штаба НОАЮ в Боснийской Краине начал руководить акциями краинских партизан. Вскоре вернулся в Лику и возглавил группы отрядов НОАЮ в Лике.
В боях за Коренице в январе 1942 года он получил тяжёлое ранение в ногу, из-за которого впоследствии сильно хромал. Несмотря на это, продолжал антифашистскую деятельность и вошёл вскоре в состав Главного штаба НОАЮ в Хорватии. За свою карьеру командовал сначала 8-й кордунской дивизией, а затем и 8-м далматинским корпусом. В декабре 1943 года получил звание подполковника, 1 сентября 1944 года — звание генерал-майора. 7 сентября 1944 года по указу Антифашистского вече народного освобождения Югославии был награждён орденом Партизанской Звезды I степени.

### Гибель и память
20 октября 1944 года Владо трагически погиб в Далмации: пять британских самолётов по ошибке сбили самолёт НОАЮ, в котором летел Владо. Посмертно ему было присвоено звание Народного героя Югославии 13 августа 1945 года. В память о нём был назван один из ракетных катеров ВМС Югославии.